# 臺灣麗菊虎
臺灣麗菊虎（学名：Themus (Themus）为菊虎科麗菊虎屬下的一个种。

## 扩展阅读
- 維基物種上的相關：臺灣麗菊虎